# Trigonosoma indicum
Trigonosoma indicum är en tvåvingeart som beskrevs av Steyskal 1971. Trigonosoma indicum ingår i släktet Trigonosoma och familjen bredmunsflugor. Inga underarter finns listade i Catalogue of Life.